# Episodi de Il medico di campagna (ventesima stagione)
La ventesima stagione della serie televisiva Il medico di campagna è stata trasmessa in anteprima in Germania dalla ZDF tra il 4 febbraio 2011 e il 13 maggio 2011.
| nº | Titolo originale        | Titolo italiano | Prima TV Germania | Prima TV Italia |
| -- | ----------------------- | --------------- | ----------------- | --------------- |
| 1  | Herzensreise            |                 | 12 giugno 2012    |                 |
| 2  | Hochzeitsfieber         |                 | 4 febbraio 2011   |                 |
| 3  | Ein unvergesslicher Tag |                 | 11 febbraio 2011  |                 |
| 4  | Auszeit                 |                 | 18 febbraio 2011  |                 |
| 5  | Doppelleben             |                 | 25 febbraio 2011  |                 |
| 6  | Überlastet              |                 | 4 marzo 2011      |                 |
| 7  | Unsichtbare Wunden      |                 | 18 marzo 2011     |                 |
| 8  | Scherbenhaufen          |                 | 25 marzo 2011     |                 |
| 9  | Schlechte Karten        |                 | 1º aprile 2011    |                 |
| 10 | Neben der Spur          |                 | 8 aprile 2011     |                 |
| 11 | Letzte Worte            |                 | 15 aprile 2011    |                 |
| 12 | Auf die Freundschaft    |                 | 29 aprile 2011    |                 |
| 13 | Reden ist Gold          |                 | 6 maggio 2011     |                 |
| 14 | Zeichen und Wunder      |                 | 13 maggio 2011    |                 |